# Nina Brunner
 Nina Betschart Brunner (Cham, 14 de outubro de 1995) é uma jogadora de vôlei de praia suíça.

## Carreira
Em 2011, esteve ao lado de Nicole Eiholzer na conquista da medalha de prata no Campeonato Europeu Sub-19 em Vilnius, e na edição do Campeonato Mundial Sub-21 realizado em Halifax de 2011 atuou com Joana Heidrich na conquista da medalha de ouro e na edição de 2012 na mesma cidade canadense repetiu o feito ao lado de Anouk Vergé-Dépré .
Em 2014 disputou mais uma edição do Campeonato Mundial Sub-21, desta vez com sede em Lárnaca e esteve ao lado de Nicole Eiholzer terminando na quarta posição. Juntas conquistaram a medalha de ouro na edição dos Jogos Europeus de 2015 em Baku
No ano de 2016 conquistou o primeiro pódio em uma etapa válida pelo Circuito Mundial ao lado de Tanja Hüberli, ou seja, a medalha de bronze no Major Series de Klagenfurt. No Circuito Mundial de 2017 esteve com Tanja Hüberli e obtiveram a medalha de bronze no Major Series de Porec (categoria cinco estrelas), na edição de 2018 mesmo posto obtido no quatro estrelas de Haia e Moscou. Foram medalhistas de prata no Campeonato Europeu de 2018 em Haia, disputaram em 2021 os Jogos Olímpicos de Verão de 2020 em Tóquio e obtveram a medalha de ouro no Campeonato Europeu de 2021 em Viena.

## Títulos e resultados
- Jogos Olímpicos de Verão de 2024
- Torneio 4* de Moscou do Circuito Mundial de 2018
- Torneio 4* de Haia do Circuito Mundial de 2018
- Torneio 5* de Porec do Circuito Mundial de 2017
- Major Series de Klagenfurt do Circuito Mundial de 2016
- Elite 16 de Ostrava do Circuito Mundial de 2023
- Campeonato Mundial de Vôlei de Praia de 2019
- Campeonato  Mundial de Vôlei de Praia Sub-21:2014